# Manic (Halsey)
Manic è il terzo album in studio della cantante statunitense Halsey, pubblicato il 17 gennaio 2020 dalla Capitol Records.

## Promozione
Il singolo apri-pista estratto da Manic, ovvero Without Me, è stato messo in commercio a partire dal 4 ottobre 2018. Esso ha registrato un forte successo commerciale in Nord America, raggiungendo nel mese di gennaio 2019 la prima posizione della Billboard Hot 100, regalando in tal modo ad Halsey la sua prima numero uno come cantante solista nella classifica dei singoli statunitense.
Quasi un anno dopo, a settembre 2019, viene pubblicato il secondo singolo ufficiale Graveyard, seguito a distanza di due settimane dal primo singolo promozionale, Clementine. La lista tracce è stata invece diffusa il 3 dicembre 2019. Tre giorni più tardi, Halsey contemporaneamente pubblica il secondo singolo promozionale Finally // Beautiful Stranger, il relativo videoclip musicale e il terzo singolo promozionale Suga's Interlude, in collaborazione del rapper sudcoreano Suga. You Should Be Sad è stato invece estratto come terzo singolo il 10 gennaio 2020, una settimana prima della pubblicazione dell'album.
Al fine di promuovere l'album, dal mese di febbraio 2020 la cantante ha dato il via in Europa al Manic World Tour. A causa della pandemia di COVID-19, la restante parte della tournée, che sarebbe dovuta proseguire in Asia e Nord America tra i mesi di maggio e agosto dello stesso anno, è stata inizialmente posticipata all'estate 2021, e infine cancellata definitivamente.
In occasione del suo ventiseiesimo compleanno, il 29 settembre 2020 Halsey ha pubblicato la versione deluxe dell'album, la quale presenta al suo interno altre undici tracce, tra cui gli inediti Wipe Your Tears e I'm Not Mad, il singolo Be Kind con il DJ statunitense Marshmello e nuove versioni acustiche, stripped e remixate di alcuni brani contenuti nella versione standard.

## Accoglienza
| Recensione           | Giudizio |
| -------------------- | -------- |
| AllMusic             |          |
| Clash                | 7/10     |
| Consequence          | B+       |
| Entertainment Weekly | B+       |
| Exclaim!             | 8/10     |
| musicOMH             |          |
| NME                  |          |
| Paste                | 6,8/10   |
| Pitchfork            | 6,5/10   |
| PopMatters           | 7/10     |
| Rolling Stone        |          |
| Slant Magazine       |          |
| The Guardian         |          |
| The Line of Best Fit | 9/10     |

Manic ha ottenuto recensioni prevalentemente positive da parte dei critici musicali. Su Metacritic, sito che assegna un punteggio normalizzato su 100 in base a critiche selezionate, l'album ha ottenuto un punteggio medio di 80 basatato su diciotto recensioni.
Rob Sheffield di Rolling Stone ha valutato l'album con quattro stelle e l'ha definito «un album eccellente», lodando la sua versatilità.

## Tracce
1. Ashley – 3:06 (Ashley Frangipane, Brenton Duvall, Benjamin Levin, Magnus August Høiberg, Alex Young)
2. Clementine – 3:54 (Ashley Frangipane, Johnathan Carter Cunningham, Jasper Sheff)
3. Graveyard – 3:01 (Ashley Frangipane, Amy Allen, Jon Bellion, Louis Bell, Jordan K. Johnson, Stefan Johnson, Mark "Oji" Williams)
4. You Should Be Sad – 3:25 (Ashley Frangipane, Greg Kurstin)
5. Forever... (Is a Long Time) – 2:47 (Ashley Frangipane, Peder Losnegård, Benjamin Levin, Magnus August Høiberg, Nathan Perez)
6. Dominic's Interlude (feat. Dominic Fike) – 1:16 (Ashley Frangipane, Dominic Fike, Peder Losnegård, Andrew Jackson, Duck Blackwell)
7. I Hate Everybody – 2:51 (Ashley Frangipane, Sarah Aarons, Noonie Bao, Peder Losnegård, Benjamin Levin, Magnus August Høiberg, Nathan Perez, Finneas O'Connell)
8. 3AM – 3:54 (Ashley Frangipane, Greg Kurstin)
9. Without Me – 3:21 (Ashley Frangipane, Brittany Amaradio, Amy Allen, Louis Bell, Justin Timberlake, Timothy Mosley, Scott Storch)
10. Finally // Beautiful Stranger – 3:41 (Ashley Frangipane, Greg Kurstin)
11. Alanis' Interlude (feat. Alanis Morissette) – 2:41 (Ashley Frangipane, Alanis Morissette, Peder Losnegård, Mike Farrell)
12. Killing Boys – 2:23 (Ashley Frangipane, Nate Ruess, Johnathan Carter Cunningham, Benjamin Levin, Magnus August Høiberg, Nathan Perez)
13. Suga's Interlude (feat. Suga) – 2:18 (Ashley Frangipane, Min Yoon Gi, Peder Losnegård)
14. More – 2:33 (Ashley Frangipane, Ammar Malik, Benjamin Levin, Andrew Wells, Dave Lubben, Kevin Snevely, Magnus August Høiberg, Peder Losnegård)
15. Still Learning – 3:31 (Ashley Frangipane, Louis Bell, Fred Gibson, Ed Sheeran, Romy Madley Croft)
16. 929 – 2:54 (Ashley Frangipane, Johnathan Carter Cunningham, Jasper Sheff)

Tracce bonus nell'edizione deluxe
1. Wipe Your Tears – 1:51 (Ashley Frangipane, Johnathan Carter Cunningham)
2. I'm Not Mad – 2:53 (Ashley Frangipane, Johnathan Carter Cunningham)
3. Be Kind (con Marshmello) – 2:53 (Ashley Frangipane, Amy Allen, Freddy Wexler, Gian Stone, Christopher Comstock)
4. Without Me (feat. Juice Wrld) – 3:49 (Ashley Frangipane, Brittany Amaradio, Amy Allen, Louis Bell, Justin Timberlake, Timothy Mosley, Scott Storch)
5. Without Me (Illenium Remix) – 4:08 (Ashley Frangipane, Brittany Amaradio, Amy Allen, Louis Bell, Justin Timberlake, Timothy Mosley, Scott Storch)
6. Graveyard (Acoustic) – 3:57 (Ashley Frangipane, Amy Allen, Jon Bellion, Louis Bell, Jordan K. Johnson, Stefan Johnson, Mark "Oji" Williams)
7. You Should Be Sad (Acoustic) – 3:19 (Ashley Frangipane, Greg Kurstin)
8. Alanis' Interlude (Stripped) – 2:31 (Ashley Frangipane, Alanis Morissette, Peder Losnegård, Mike Farrell)
9. Without Me (Stripped) – 3:03 (Ashley Frangipane, Brittany Amaradio, Amy Allen, Louis Bell, Justin Timberlake, Timothy Mosley, Scott Storch)
10. Graveyard (Stripped) – 3:37 (Ashley Frangipane, Amy Allen, Jon Bellion, Louis Bell, Jordan K. Johnson, Stefan Johnson, Mark "Oji" Williams)
11. 3AM (Stripped) – 3:34 (Ashley Frangipane, Greg Kurstin)

Tracce bonus nell'edizione Target
1. You Should Be Sad (Original Voicenote) – 2:13 (Ashley Frangipane)
2. I'm Not Mad – 2:53 (Ashley Frangipane, Johnathan Carter Cunningham)

Traccia bonus nell'edizione giapponese
1. Wipe Your Tears – 1:51 (Ashley Frangipane, Johnathan Carter Cunningham)

## Formazione
Musicisti
- Halsey – voce
- Dominic Fike – voce aggiuntiva (traccia 6)
- Alanis Morissette – voce aggiuntiva (traccia 11)
- Suga – voce aggiuntiva e programmazione (traccia 13)
- Benny Blanco – tastiera (tracce 1, 5, 7 e 12), programmazione (tracce 1, 5, 7, 12 e 14)
- Alex Young – tastiera e programmazione (traccia 1)
- Cashmere Cat – tastiera e programmazione (tracce 1, 5, 7 e 14)
- Brenton Duvall – programmazione (traccia 1)
- Amy Allen – cori, chitarra (traccia 3)
- Jasper Sheff – batteria e pianoforte (traccia 2), chitarra e programmazione (traccia 16)
- Louis Bell – tastiera (traccia 3)
- The Monsters & Strangerz – tastiera e programmazione (traccia 3)
- Jon Bellion – tastiera (traccia 3)
- Mark Williams – chitarra, tastiera e programmazione (traccia 3)
- Greg Kurstin – batteria, lap steel guitar (traccia 4), chitarra acustica, basso, chitarra elettrica, mellotron e percussioni (tracce 8 e 10)
- Happy Perez – chitarra (traccia 12), tastiera e chitarra (tracce 5 e 7), programmazione (tracce 5, 7 e 12)
- Finneas – tastiera e programmazione (traccia 7)
- Chad Smith – batteria (traccia 8)
- John Cunningham – batteria e chitarra (tracce 12 e 16), programmazione (tracce 2, 12 e 19)
- Pdogg – programmazione (traccia 13)
- Lido – programmazione (tracce 5, 6, 7, 11, 13 e 14), tastiera (traccia 14)

Produzione
- Halsey – produzione esecutiva, produzione (tracce 2, 5, 7, 11-14)
- Benny Blanco – produzione esecutiva, produzione (traccia 1), ingegneria del suono (tracce 1, 5, 7, 12, 14)
- Alex Young – produzione (traccia 1), ingegneria del suono (traccia 1)
- Cashmere Cat – produzione (traccia 1)
- Brenton Duvall – produzione aggiuntiva (traccia 1)
- John Cunningham – produzione (tracce 2, 12 e 16), ingegneria del suono (tracce 2 e 16)
- The Monsters & Strangerz – produzione (traccia 3), ingegneria del suono (traccia 3)
- Jon Bellion – produzione (traccia 3)
- OjiVolta – produzione (traccia 3)
- Louis Bell – produzione (tracce 3, 9 e 15), ingegneria del suono (tracce 3 e 9)
- Greg Kurstin – produzione (tracce 4, 8 e 10), ingegneria del suono (tracce 4, 8 e 10)
- Alex Pasco – ingegneria del suono (tracce 4, 8 e 10)
- Julian Burg – ingegneria del suono (tracce 4, 8 e 10)
- Ed Reyes – assistenza all'ingegneria del suono (tracce 4 e 10)
- Lido – produzione (tracce 5-7, 11, 13 e 14), ingegneria del suono (tracce 6, 11 e 13)
- Andrew Jackson – produzione (traccia 6)
- Duck Blackwell – produzione (traccia 6)
- Finneas – produzione aggiuntiva (traccia 7)
- Chris Sclafani – ingegneria del suono (tracce 7, 12 e 14)
- Ricardo Gama – registrazione (traccia 9)
- Daniel S. Acorsi – registrazione (traccia 9)
- Suga – produzione (traccia 13)
- Pdogg – produzione (traccia 13)
- Andrew Wells – produzione aggiuntiva e ingegneria del suono (traccia 14)
- FRED – produzione (traccia 15)
- Jasper Sheff – produzione (traccia 16)
- Șerban Ghenea – missaggio
- John Hanes – ingegneria del suono
- Chris Gehringer – mastering
- Will Quinnell – assistenza al mastering

## Successo commerciale
Manic ha debuttato al 2º posto nella classifica statunitense vendendo nella sua prima settimana 239 000 unità, di cui 180 000 sono vendite pure (incluse quelle acquistate insieme ai biglietti per il concerto), 56 000 sono stream-equivalent units risultanti da 75,6 milioni di riproduzioni in streaming delle tracce, e 3 000 sono track-equivalent units equivalenti a circa 20 000 vendite digitali dei singoli brani. Così come negli Stati Uniti, in Canada Manic ha esordito in seconda posizione, bloccato da Music to Be Murdered By di Eminem, con 15 000 unità di vendite totalizzate nella sua prima settimana di disponibilità. L'album ha inoltre debuttato alla 6ª posizione della Official Albums Chart con 9 033 unità di vendita totalizzate nella sua prima settimana, regalando alla cantante il picco più alto della sua carriera nella classifica britannica. Nella classifica giapponese delle vendite fisiche e digitali Manic ha invece esordito all'83º posto.

## Classifiche

### Classifiche settimanali
| Classifica (2020) | Posizione massima |
| ----------------- | ----------------- |
| Argentina         | 7                 |
| Australia         | 2                 |
| Austria           | 10                |
| Belgio (Fiandre)  | 9                 |
| Belgio (Vallonia) | 29                |
| Canada            | 2                 |
| Croazia           | 19                |
| Danimarca         | 23                |
| Estonia           | 4                 |
| Finlandia         | 6                 |
| Francia           | 34                |
| Germania          | 13                |
| Grecia            | 26                |
| Irlanda           | 8                 |
| Italia            | 12                |
| Lettonia          | 28                |
| Lituania          | 6                 |
| Messico           | 6                 |
| Norvegia          | 11                |
| Nuova Zelanda     | 4                 |
| Paesi Bassi       | 11                |
| Polonia           | 15                |
| Portogallo        | 22                |
| Regno Unito       | 6                 |
| Repubblica Ceca   | 6                 |
| Slovacchia        | 3                 |
| Spagna            | 6                 |
| Stati Uniti       | 2                 |
| Svezia            | 23                |
| Svizzera          | 10                |

### Classifiche di fine anno
| Classifica (2020) | Posizione |
| ----------------- | --------- |
| Australia         | 21        |
| Belgio (Fiandre)  | 104       |
| Canada            | 22        |
| Danimarca         | 92        |
| Stati Uniti       | 27        |
| Classifica (2021) | Posizione |
| Australia         | 80        |
| Stati Uniti       | 93        |